# Vila Mariana (bairro de São Paulo)
Vila Mariana é um bairro nobre da cidade de São Paulo, pertencente à Prefeitura Regional e ao distrito homônimos e é reconhecido como um local de grande importância histórica e social para o município. Limita-se o Paraíso (ao norte) na região próxima à Avenida Paulista, com a Aclimação (noroeste), com a Liberdade (ainda ao norte), com o Ipiranga (a sudeste), com a Saúde (ao sul), com Moema (a sudoeste) e com o bairro do Jardim Paulista (ao oeste).

## História
O bairro é um dos bairros mais tradicionais e valorizados da cidade, com uma história rica e uma infraestrutura que atrai moradores de diferentes perfis. Sua origem remonta ao século XIX, quando a área era composta por chácaras e fazendas, e começou a se urbanizar com a expansão da malha ferroviária e a chegada dos bondes no final daquele século.
O nome do bairro tem diferentes versões sobre sua origem: a mais popular sugere que foi uma homenagem a Mariana Pinto Nogueira, esposa de um dos primeiros donos de terras da região, enquanto outras hipóteses sugerem inspiração em Santa Mariana, refletindo a influência religiosa da época. O início do loteamento das terras foi liderado por empreendedores como Francisco Veloso, que dividiu as propriedades em lotes e acelerou o processo de urbanização. Desde então, o bairro cresceu e se consolidou como um importante polo cultural, educacional e residencial da cidade.
Em 1928 iniciou-se a construção do Instituto Biológico, concluída em 1945. Um de seus principais objetivos à época em que foi construída foi o controle de uma praga que infestava os cafezais. Mais tarde tal objetivo foi, segundo a organização do local, criar um instituto para a biologia "a exemplo do que foi o Instituto Oswaldo Cruz (no Rio de Janeiro) para a saúde do homem”.
Em 1929, iniciou-se no bairro a construção de uma série de residências em estilo modernista, desenhadas pelo arquiteto Gregori Warchavchik; a mais notável é a Casa Modernista da Rua Santa Cruz, tombada pelo CONDEPHAAT em 1986.
Em 14 de setembro de 1974, o bairro recebeu três estações da atual Linha 1-Azul do Metrô de São Paulo. Posteriormente, passou a ser atendido pela Linha 2-Verde e, por fim, pela Linha 5-Lilás.
O bairro é conhecido por ter sido o lar de moradores ilustres que marcaram a história cultural brasileira. Entre eles, destaca-se Adoniran Barbosa, o pai do samba paulista, além do escritor modernista Mário de Andrade, um dos protagonistas da Semana de Arte Moderna de 1922. A pintora Tarsila do Amaral, ícone do modernismo, também frequentava a região em seus círculos culturais. Outros nomes importantes incluem Rita Lee, a rainha do rock brasileiro, que viveu parte de sua vida no bairro, e Maria Gadú, cantora e compositora contemporânea que também possui uma ligação com a Vila Mariana. Esses nomes ilustram a forte conexão do bairro com a arte e a cultura, tornando-o um espaço que respira criatividade e história.

## Atualidade
Nos dias atuais, a Vila Mariana é um dos bairros mais valorizados de São Paulo, com um mercado imobiliário aquecido e diversificado. O preço médio do metro quadrado varia entre R$ 12.000 e R$ 15.000, dependendo da localização e do tipo de empreendimento, o que torna a região atrativa para jovens profissionais, famílias e investidores. Sua localização estratégica, próxima ao centro e com acesso a importantes vias como a Avenida Paulista e a Rua Vergueiro, além de estações de metrô como Ana Rosa, Vila Mariana e Santa Cruz, é um dos fatores que impulsionam sua valorização. O bairro também se destaca pela excelente oferta de serviços e infraestrutura, especialmente nas áreas de educação, cultura, lazer e saúde. É classificado pelo CRECI como "Zona de Valor B”, assim como outras áreas nobres da capital como Brooklin, Cerqueira César, Jardim Paulistano e Alto de Santana.

Quando se trata de educação, a Vila Mariana é referência na cidade, abrigando instituições renomadas como o Colégio Marista Arquidiocesano, uma das escolas mais tradicionais de São Paulo, a Universidade Paulista (UNIP) e a Faculdade de Belas Artes, que é destaque nas áreas de design, artes e comunicação. Além disso, o bairro conta com uma ampla rede de escolas públicas e privadas, atendendo desde a educação básica até o ensino superior. Na área de cultura e lazer, a Vila Mariana oferece uma gama de opções que refletem sua vivacidade cultural. O SESC Vila Mariana é um dos principais centros culturais da cidade, com uma programação variada de shows, exposições, peças de teatro e atividades esportivas. O bairro também abriga o Museu Lasar Segall, dedicado ao trabalho do pintor modernista, e a Cinemateca Brasileira, que preserva e exibe obras importantes do cinema nacional. Além disso, a proximidade com o Parque do Ibirapuera, um dos cartões-postais de São Paulo, é um grande atrativo para os moradores, oferecendo um espaço verde para atividades ao ar livre..
Na área da saúde, a Vila Mariana conta com uma infraestrutura robusta, com hospitais de referência como o Hospital Santa Cruz e o Hospital Sepaco, além de diversas clínicas, laboratórios e consultórios médicos que atendem às necessidades da população. Esses fatores contribuem para a alta qualidade de vida do bairro, que é refletida no Índice de Desenvolvimento Humano (IDH) do distrito, um dos mais altos da cidade, com um valor de aproximadamente 0,950, considerado muito elevado.